# C/1988 P1 Machholz
C/1988 P1 (Machholz) è una cometa non periodica scoperta il 6 agosto 1988 dall'astrofilo statunitense Donald Edward Machholz. Ci furono anche cinque scopritori indipendenti, tutti astrofili giapponesi: Kesao Takamizawa, Tetsuo Yanaka, Masanori Terasako, Ryouichi Irie e Shigehisa Fujikawa.
La cometa ha un'orbita con una piccola MOID con l'orbita del pianeta Urano.

## Visibilità
La piccola distanza perielica, 0,165 UA pari a circa 24,7 milioni di km, ha fatto sperare che la cometa raggiungesse attorno alla data del suo perielio una magnitudine di 2,5ª tale da renderla ben visibile anche ad occhio nudo. La cometa invece, dopo aver raggiunto la 6,4ª dalla superficie terrestre, fu osservata solo tramite satelliti per via della sua vicinanza apparente al Sole; da essi sappiamo che sicuramente non andò oltre la 4ª crollando rapidamente di luminosità fino almeno alla 11ª al momento del passaggio al perielio il 17-18 settembre 1988.
Dopo il passaggio non fu più osservata se non il 3-4 ottobre 1988 quando era di circa 12ª; ulteriori osservazione effettuate nel mese di ottobre non la rilevarono fino alla 20ª.